# 58 Pułk Piechoty (austro-węgierski)
Galicyjski Pułk Piechoty Nr 58 (IR. 58) – pułk piechoty cesarskiej i królewskiej Armii.

## Historia pułku
Pułk został utworzony w 1763 roku. 
Okręg uzupełnień nr 58 Stanisławów na terytorium 11 Korpusu.
W latach 1830–1867 szefem pułku był arcyksiążę Stefan Wiktor, a po jego śmierci arcyksiążę Ludwik Salwator.
Drugimi szefami pułku byli: FML Franz Ignaz Maria Abele von Lilienberg (1830 – †17 XII 1861) i FML Alfred von Henikstein (1861 – †29 I 1882).
Kolory pułkowe: czarne, guziki srebrne.
Skład narodowościowy w 1914 roku 72% - Rusini.
W 1873 pułk stacjonował w garnizonie Peszt, a batalion zapasowy w Stanisławowie. W latach 1903–1907 jednostka stacjonowała w garnizonie Przemyśl z wyjątkiem I batalionu detaszowanego w Stanisławowie. W 1908 dowództwo pułku i III batalion dyslokowano do Stanisławowa, a II batalion do Zaleszczyk. 4. batalion w latach 1908–1909 stacjonował w Budvie (wł. Budua), w latach 1910-1911 w Perzagno, a w latach 1912-1914, jako detaszowany w Fočy.
Do 1914 pułk (bez 4. batalionu) wchodził w skład 60 Brygady Piechoty należącej do 30 Dywizji Piechoty, natomiast 4. batalion był podporządkowany komendantowi 8 Brygady Górskiej należącej do 1 Dywizji Piechoty. 
W czasie I wojny światowej pułk walczył z Rosjanami w Galicji. W grudniu 1914 w okolicach Bochni oraz Brzeska. Żołnierze pułku są pochowani m.in. na cmentarzach wojennych nr: 314 w Bochni, 310 w Leszczynie, 259 w Biskupicach Radłowskich oraz 30 w Święcanach.

## Żołnierze
Komendanci pułku
- płk Carl Ritter Schauer von Schröckenfeld (1873)
- płk Ernst Mattanovic (1903–1907)
- płk Mieczysław Zaleski (IV 1908 – VII 1912 → komendant 23 Brygady Piechoty w Krakowie)
- płk Vinzenz Kuhn (1912–1913 → stan spoczynku, 1 III 1918 mianowany tytularnym generałem majorem[5])
- płk Johann Konschegg (1913–1914[3])

Oficerowie
- ppłk Franciszek Fabry
- ppłk Zdzisław Załuski
- płk Tadeusz Wiktor – komendant batalionu w Stanisławowie
- mjr Anton Kraus (1911–1916)
- kpt. Leo Bernatzik (1892–1909)
- kpt. Władysław Glazór
- kpt. Erwin Kossowski
- kpt. Tadeusz Szałowski
- por. Emil Ślusarczuk
- por. rez. Franciszek Drwota
- por. rez. Sylwester Stachiewicz
- ppor. rez. Kazimierz Kubala
- ppor. rez. Edward Pach
- ppor. rez. Roman Saloni
- ppor. rez. Stanisław Sosabowski
- chor. rez. Zygmunt Kubisz
- Julian Sas-Kulczycki – jednoroczny ochotnik
- lekarz sztabowy Ludwik Miłkowski-Baumbach (1912–1918)